# Suché Louky
Suché Louky jsou osada v okrese Žďár nad Sázavou v kraji Vysočina. Je rozdělena mezi dvě obce – naprostá většina osady náleží obci Rožná a katastrálnímu území Josefov u Rožné, avšak malá část tvořená domy s čp. 83, 88 a 98 náleží již obci a katastrálnímu území Věžná.
Osada Suché Louky se nachází asi 6,5 km jižně od Bystřice nad Pernštejnem, 20 km jihovýchodně od Nového Města na Moravě a asi 31 km jihovýchodně od Žďáru nad Sázavou.
V osadě je registrováno 16 čísel popisných. V blízkosti se nachází šest malých bezejmenných rybníků. Na nedaleké polní cestě stojí boží muka, věnovaná manžely Janem a Františkou Veselými v roce 1897.